# 7a etapa del Tour de França de 2016
La 7a etapa del Tour de França de 2016 es disputà el divendres 8 de juliol de 2016 sobre un recorregut de 162,5 km, amb sortida a L'Isla de Baish i arribada al llac de Payolle.
El vencedor de l'etapa fou el britànic Steve Cummings (Dimension Data), que es presentà en solitari a l'arribada del llac de Payolle després d'atacar en l'ascensió al coll d'Aspin. La caiguda de l'arc que indica el darrer quilòmetre provocà la caiguda d'Adam Yates (Orica-GreenEDGE) i que el grup de favorits es trobés la carretera obstruïda. Això va fer que el temps fos agafat a manca de 3 km.

## Recorregut
Primera de les tres etapes pirinenques, amb uns primers 100 km més aviat planers als quals segueixen 40 km d'aproximació cap al primer gran port d'aquesta edició, el coll d'Aspin en què ja es comença a pujar. L'Aspin es corona manca de 7 km per l'arribada, al llac de Payolle.

## Desenvolupament de l'etapa
Amb 50 km recorreguts es forma una escapada composta per vint-i-nou corredors. Sols el Team Tinkoff i l'FDJ no hi són representats. Entre els escapats destaquen el líder Greg Van Avermaet, Vincenzo Nibali, Fabian Cancellara i Tony Martin. Els equips Team Sky i Movistar Team controlen l'escapada en tot moment i no deixen que aquesta agafi més de sis minuts. Antoine Duchesne (Direct Energie), Matti Breschel (Cannondale) i Daniel Navarro (Cofidis) ataquen en els primers quilòmetres d'ascensió al coll d'Aspin, però són primer agafats i més tard superas per Steve Cummings (Dimension Data). Cummings corona en solitari l'Aspin i guanya al llac de Payolle amb poc més d'un minut sobre Daryl Impey i Navarro. Entre els favorits hi ha algun atac sense conseqüències durant l'ascensió a l'Aspin, però a l'hora de la veritat arriben tots junts a meta, amb excepció de Thibaut Pinot (FDJ) que perd més de 10 minuts i tota opció al Tour. Van Avermaet amplia les diferències respecte als seus rivals.

## Resultats

### Classificació de l'etapa
| \| Classificació de l'etapa \| Classificació de l'etapa \| Classificació de l'etapa \| Classificació de l'etapa \| Classificació de l'etapa \| \| Corredor \| Corredor \| Equip \| Temps \| \| \| ------------------------ \| --------------------------- \| -------------------------- \| ------------------------ \| ------------------------ \| \| 1r \| Steven Cummings \| Dimension Data \| 3h 51' 58" \| \| \| 2n \| Daryl Impey \| Orica-BikeExchange \| + 1' 05" \| \| \| 3r \| Daniel Navarro García \| Cofidis, Solutions Crédits \| + 1' 05" \| \| \| 4t \| Vincenzo Nibali \| Astana \| + 2' 14" \| \| \| 5è \| Greg Van Avermaet \| BMC Racing Team \| + 3' 04" \| \| \| 6è \| Luis Ángel Maté Mardones \| Cofidis, Solutions Crédits \| + 4' 29" \| \| \| 7è \| Geraint Thomas \| Team Sky \| + 4' 29" \| \| \| 8è \| Wout Poels \| Team Sky \| + 4' 29" \| \| \| 9è \| Gorka Izagirre Insausti \| Movistar Team \| + 4' 29" \| \| \| 10è \| Alejandro Valverde Belmonte \| Movistar Team \| + 4' 29" \| \| |                             |                            |            |
| |                             |                            |            |
| Font: ProCyclingStats |                             |                            |            |
| Classificació de l'etapa |                             |                            |            |
| Corredor | Corredor                    | Equip                      | Temps      |
| 1r | Steven Cummings             | Dimension Data             | 3h 51' 58" |
| 2n | Daryl Impey                 | Orica-BikeExchange         | + 1' 05"   |
| 3r | Daniel Navarro García       | Cofidis, Solutions Crédits | + 1' 05"   |
| 4t | Vincenzo Nibali             | Astana                     | + 2' 14"   |
| 5è | Greg Van Avermaet           | BMC Racing Team            | + 3' 04"   |
| 6è | Luis Ángel Maté Mardones    | Cofidis, Solutions Crédits | + 4' 29"   |
| 7è | Geraint Thomas              | Team Sky                   | + 4' 29"   |
| 8è | Wout Poels                  | Team Sky                   | + 4' 29"   |
| 9è | Gorka Izagirre Insausti     | Movistar Team              | + 4' 29"   |
| 10è | Alejandro Valverde Belmonte | Movistar Team              | + 4' 29"   |

### Punts atribuïts
| Esprint intermedi Sarrancolin (km 137) |                           |                        |        |
| 1r                                     | Steve Cummings (GBR)      | Dimension Data         | 20 pts |
| 2n                                     | Daniel Navarro (ESP)      | Cofidis                | 17 pts |
| 3r                                     | Paul Martens (GER)        | Team LottoNL-Jumbo     | 15 pts |
| 4t                                     | Pierre-Luc Périchon (FRA) | Fortuneo-Vital Concept | 13 pts |
| 5è                                     | Simon Geschke (GER)       | Team Giant-Alpecin     | 11 pts |
| 6è                                     | Matti Breschel (DEN)      | Cannondale-Drapac      | 10 pts |
| 7è                                     | Vincenzo Nibali (ITA)     | Astana Qazaqstan Team  | 9 pts  |
| 8è                                     | Antoine Duchesne (FRA)    | Direct Énergie         | 8 pts  |
| 9è                                     | Alex Howes (USA)          | Cannondale-Drapac      | 7 pts  |
| 10è                                    | Greg Van Avermaet (BEL)   | BMC Racing Team        | 6 pts  |
| 11è                                    | Alexey Lutsenko (KAZ)     | Astana Qazaqstan Team  | 5 pts  |
| 12è                                    | Daryl Impey (RSA)         | Orica-BikeExchange     | 4 pts  |
| 13è                                    | Jan Bakelants (BEL)       | AG2R La Mondiale       | 3 pts  |
| 14è                                    | Tony Martin (GER)         | Etixx-Quick Step       | 2 pts  |
| 15è                                    | Alexis Vuillermoz (FRA)   | AG2R La Mondiale       | 1 pt   |

| Esprint final Llac de Payolle (km 162,5) |                          |                       |        |
| 1r                                       | Steve Cummings (GBR)     | Dimension Data        | 30 pts |
| 2n                                       | Daryl Impey (RSA)        | Orica-BikeExchange    | 25 pts |
| 3r                                       | Daniel Navarro (ESP)     | Cofidis               | 22 pts |
| 4t                                       | Vincenzo Nibali (ITA)    | Astana Qazaqstan Team | 19 pts |
| 5è                                       | Greg Van Avermaet (BEL)  | BMC Racing Team       | 17 pts |
| 6è                                       | Luis Ángel Maté (ESP)    | Cofidis               | 15 pts |
| 7è                                       | Geraint Thomas (GBR)     | Team Sky              | 13 pts |
| 8è                                       | Wout Poels (NED)         | Team Sky              | 11 pts |
| 9è                                       | Gorka Izagirre (ESP)     | Movistar Team         | 9 pts  |
| 10è                                      | Alejandro Valverde (ESP) | Movistar Team         | 7 pts  |
| 11è                                      | Christopher Froome (GBR) | Team Sky              | 6 pts  |
| 12è                                      | Roman Kreuziger (CZE)    | Team Tinkoff          | 5 pts  |
| 13è                                      | Richie Porte (AUS)       | BMC Racing Team       | 4 pts  |
| 14è                                      | Julian Alaphilippe (FRA) | Etixx-Quick Step      | 3 pts  |
| 15è                                      | Daniel Martin (IRL)      | Etixx-Quick Step      | 2 pt   |

### Colls i cotes
| Cota de Capvèrn. 594m. (km 117) 4a categoria (7,7 km al 3,1%) |                      |                |      |
| 1r                                                            | Jasper Stuyven (BEL) | Trek-Segafredo | 1 pt |

| Coll d'Aspin. 1.490m. (km 155,5) 1a categoria (12 km al 6,5%) |                         |                       |        |
| 1r                                                            | Steve Cummings (GBR)    | Dimension Data        | 10 pts |
| 2n                                                            | Daniel Navarro (ESP)    | Cofidis               | 8 pts  |
| 3r                                                            | Daryl Impey (RSA)       | Orica-BikeExchange    | 6 pts  |
| 4t                                                            | Vincenzo Nibali (ITA)   | Astana Qazaqstan Team | 4 pts  |
| 5è                                                            | Greg Van Avermaet (BEL) | BMC Racing Team       | 2 pts  |
| 6è                                                            | Gorka Izagirre (ESP)    | Movistar Team         | 1 pt   |

## Classificacions a la fi de l'etapa

### Classificació general
| \| Classificació general \| Classificació general \| Classificació general \| Classificació general \| Classificació general \| \| Corredor \| Corredor \| Equip \| Temps \| \| \| --------------------- \| --------------------------- \| --------------------- \| --------------------- \| --------------------- \| \| 1r \| Greg Van Avermaet \| BMC Racing Team \| 34h 09' 44" \| \| \| 2n \| Adam Yates \| Orica-BikeExchange \| + 5' 50" \| \| \| 3r \| Julian Alaphilippe \| Etixx-Quick Step \| + 5' 51" \| \| \| 4t \| Alejandro Valverde Belmonte \| Movistar Team \| + 5' 53" \| \| \| 5è \| Joaquim Rodríguez i Oliver \| Katusha \| + 5' 54" \| \| \| 6è \| Christopher Froome \| Team Sky \| + 5' 57" \| \| \| 7è \| Nairo Quintana Rojas \| Movistar Team \| + 5' 57" \| \| \| 8è \| Warren Barguil \| Giant-Alpecin \| + 5' 57" \| \| \| 9è \| Pierre Rolland \| Cannondale-Drapac \| + 5' 57" \| \| \| 10è \| Daniel Martin \| Etixx-Quick Step \| + 5' 57" \| \| |                             |                    |             |
| |                             |                    |             |
| Font: ProCyclingStats |                             |                    |             |
| Classificació general |                             |                    |             |
| Corredor | Corredor                    | Equip              | Temps       |
| 1r | Greg Van Avermaet           | BMC Racing Team    | 34h 09' 44" |
| 2n | Adam Yates                  | Orica-BikeExchange | + 5' 50"    |
| 3r | Julian Alaphilippe          | Etixx-Quick Step   | + 5' 51"    |
| 4t | Alejandro Valverde Belmonte | Movistar Team      | + 5' 53"    |
| 5è | Joaquim Rodríguez i Oliver  | Katusha            | + 5' 54"    |
| 6è | Christopher Froome          | Team Sky           | + 5' 57"    |
| 7è | Nairo Quintana Rojas        | Movistar Team      | + 5' 57"    |
| 8è | Warren Barguil              | Giant-Alpecin      | + 5' 57"    |
| 9è | Pierre Rolland              | Cannondale-Drapac  | + 5' 57"    |
| 10è | Daniel Martin               | Etixx-Quick Step   | + 5' 57"    |

### Classificació per punts
|   | Ciclista             | Equip          | Punts |
| - | -------------------- | -------------- | ----- |
| 1 | Mark Cavendish (GBR) | Dimension Data | 204   |
| 2 | Marcel Kittel (GER)  | Lotto Soudal   | 182   |
| 3 | Peter Sagan (SVK)    | Team Tinkoff   | 175   |

### Classificació de la muntanya
|   | Ciclista                | Equip           | Punts |
| - | ----------------------- | --------------- | ----- |
| 1 | Thomas De Gendt (BEL)   | Lotto Soudal    | 13    |
| 2 | Greg Van Avermaet (BEL) | BMC Racing Team | 13    |
| 3 | Steve Cummings (GBR)    | Dimension Data  | 10    |

### Classificació del millor jove
|   | Ciclista                 | Equip              | Temps       |
| - | ------------------------ | ------------------ | ----------- |
| 1 | Adam Yates (GBR)         | Orica-BikeExchange | 34h 15' 34" |
| 2 | Julian Alaphilippe (FRA) | Etixx-Quick Step   | + 1"        |
| 3 | Warren Barguil (FRA)     | Team Giant-Alpecin | + 7"        |

### Classificació per equips
|    | Equip           | Temps        |
| -- | --------------- | ------------ |
| 1r | BMC Racing Team | 102h 43' 01" |
| 2n | Team Sky        | + 4' 16"     |
| 3r | Movistar Team   | + 4' 52"     |

## Abandonaments
No es produeix cap abandonament durant l'etapa.